# Nijefurd
Nijefurd (uitspraakⓘ) is een voormalige gemeente in de Nederlandse provincie Friesland. De gemeente had een oppervlakte van 289,17 km² en telde op het moment van opheffing een kleine 11.000 inwoners.
Nijefurd werd bij de Friese herindeling van 1984 gevormd door de fusie van een groot deel van de voormalige gemeente Hemelumer Oldeferd met de gemeentelijke steden Workum, Hindeloopen en Stavoren. Gemeentehuis werd het stadhuis van Workum.
Omdat Oldeferd of in het Fries Aldefurd zoiets betekent als oud-rechtsgebied, noemde men de nieuwe gemeente Nijefurd, Fries voor nieuw rechtsgebied. Nijefurd was daarmee de eerste gemeente in Friesland die slechts bekend was onder zijn Friese naam.
Per 1 januari 2011 is de gemeente Nijefurd gefuseerd met de gemeenten Bolsward, Sneek, Wonseradeel en Wymbritseradeel. De naam van de nieuwe gemeente is Súdwest-Fryslân.

## Kernen
De gemeente Nijefurd telde negen officiële kernen, waaronder drie van de Friese elf steden: Hindeloopen, Stavoren en Workum. Workum was tevens de hoofdplaats. De Nederlandse namen waren de officiële, met uitzondering van It Heidenskip.
De plaatsnaamborden zijn in de hele voormalige gemeente doorgaans tweetalig Nederlands en Fries. Omdat de gemeente een voorkeursbeleid voor de Friese namen hanteerde, worden de Nederlandse namen onder de Friese namen vermeld.

### Steden en dorpen
Aantal inwoners per woonkern op 31 december 2008:
Bron: CBS

De dorpen Scharl (Skarl) en Laaxum (Laaksum) waren geen officiële kernen

### Buurtschappen
Naast deze officiële kernen bevonden zich in de gemeente de volgende buurtschappen:
| - Bovenburen - Galamadammen - Grote Wiske - De Hel | - Kleine Wiske - Nijeburen - De Rode Schuur |